# Sooß
Sooß – gmina targowa w Austrii, w kraju związkowym Dolna Austria, w powiecie Baden. Według danych Austriackiego Urzędu Statystycznego liczyła 1 069 mieszkańców (1 stycznia 2014).